# Lemon Demon
Lemon Demon is een Amerikaanse geekrockband.

## Biografie
Neil Cicierega begon onder de naam Trapezoid door middel van muzieksoftware te experimenteren met het maken van muziek. Toen hij besloot om ook zijn stem te gebruiken ging hij verder onder de naam Lemon Demon.
In december 2005 publiceerde hij in samenwerking met internet animator "Altf4" een muziekvideo genaamd "The Ultimate Showdown of Ultimate Destiny" op Newgrounds.com waardoor de bekendheid van Lemon Demon sterk groeide.
Cicierega schrijft, zingt en speelt al zijn muziek zelf, maar wordt bij liveoptredens bijgestaan door zijn buurmeisje Alora Lanzillotta en Charles "Chooch" Sergio.

## Discografie
- Clown Circus (2003)
- Live from the Haunted Candle Shop (2003)
- Hip to the Javabean (2004)
- Damn Skippy (2005)
- Dinosaurchestra (2006)
- View-Monster (2008)
- Almanac 2009 (2009)
- Live (Only Not) (2011)
- I Am Become Christmas EP (2012)
- Nature Tapes EP (2014)
- Spirit Phone (2016)

## Bezetting
- Neil Cicierega
- Alora Lanzillotta
- Charles "Chooch" Sergio